# Radijalni pregibač zapešća
Radijalni pregibač zapešća (lat. musculus flexor carpi radialis) je mišić površinskog sloja u površinskoj skupini (lat. pars superficialis) prednje strane podlaktice.:619 Mišić inervira lat. nervus medianus.
Ovaj mišić je orijentacijska točka za palpitaciju radijalne arterije.:169

## Polazište i hvatište
Mišić polazi zajedničkom glavom mišića pregibača ide prema distalno i hvata se na prednju stranu druge i treće kosti zapešća i na trapeznu kost.
U dlanu postoje tri lože (međumišićne pregrade). U srednjoj se loži nalazi tetiva ovog mišića, obavijena sluznom vrećom, lat. vagina tendinis flexor carpi radialis i uložena u osteofibroznu cijev. Tetiva se hvata na bazi druge metakarpalne kosti. Kroz središnji dio srednje lože prolaze još i tetive pregibača prsta i lat. nervus medianus.:625